# ヴァルデュルンの聖体の奇跡

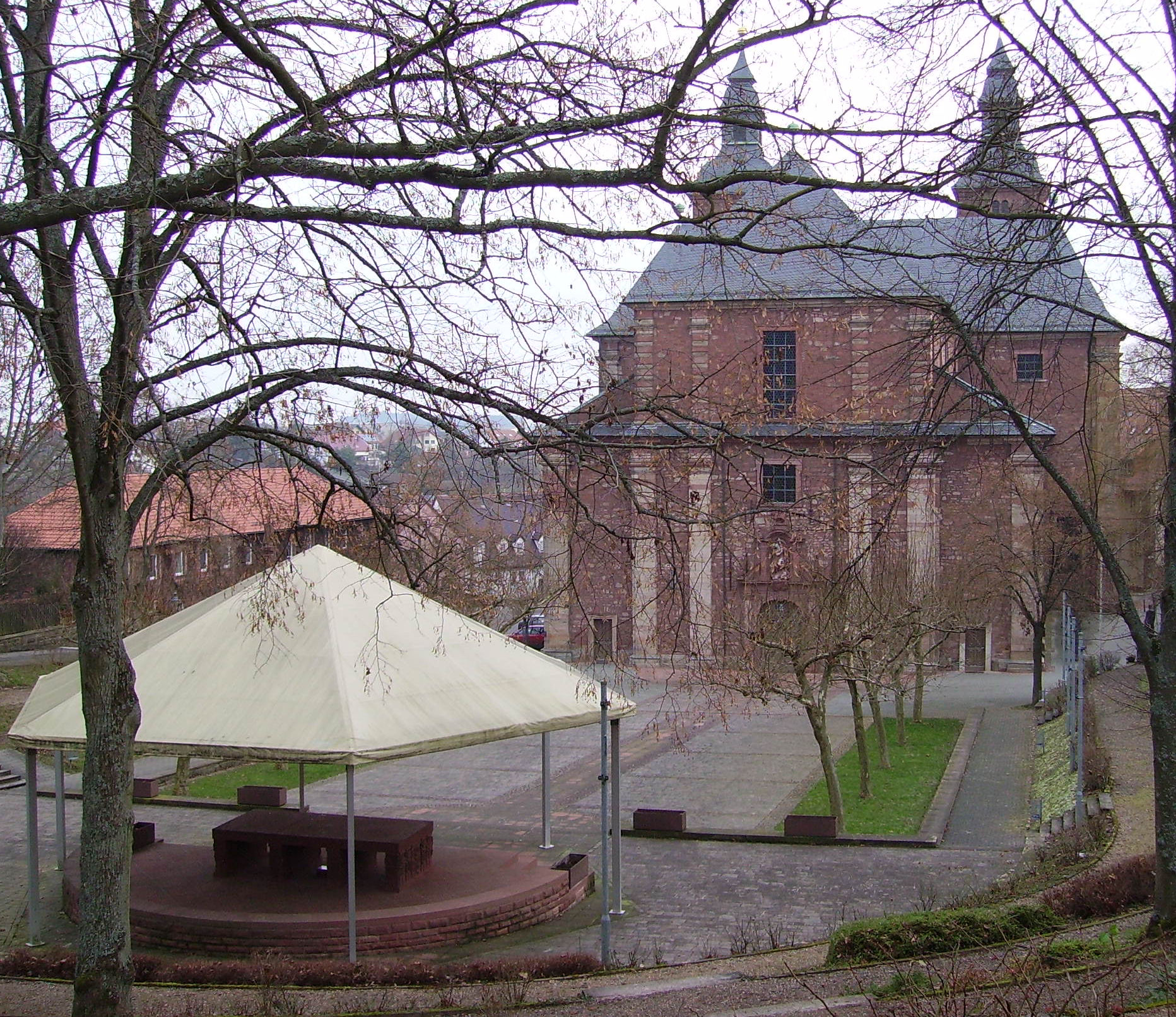
ヴァルデュルンの聖ゲオルク大聖堂

ヴァルデュルンの聖体の奇跡は、1330年にドイツのヴァルデュルンで起こったとされる聖体の奇跡の事である。

## 概要

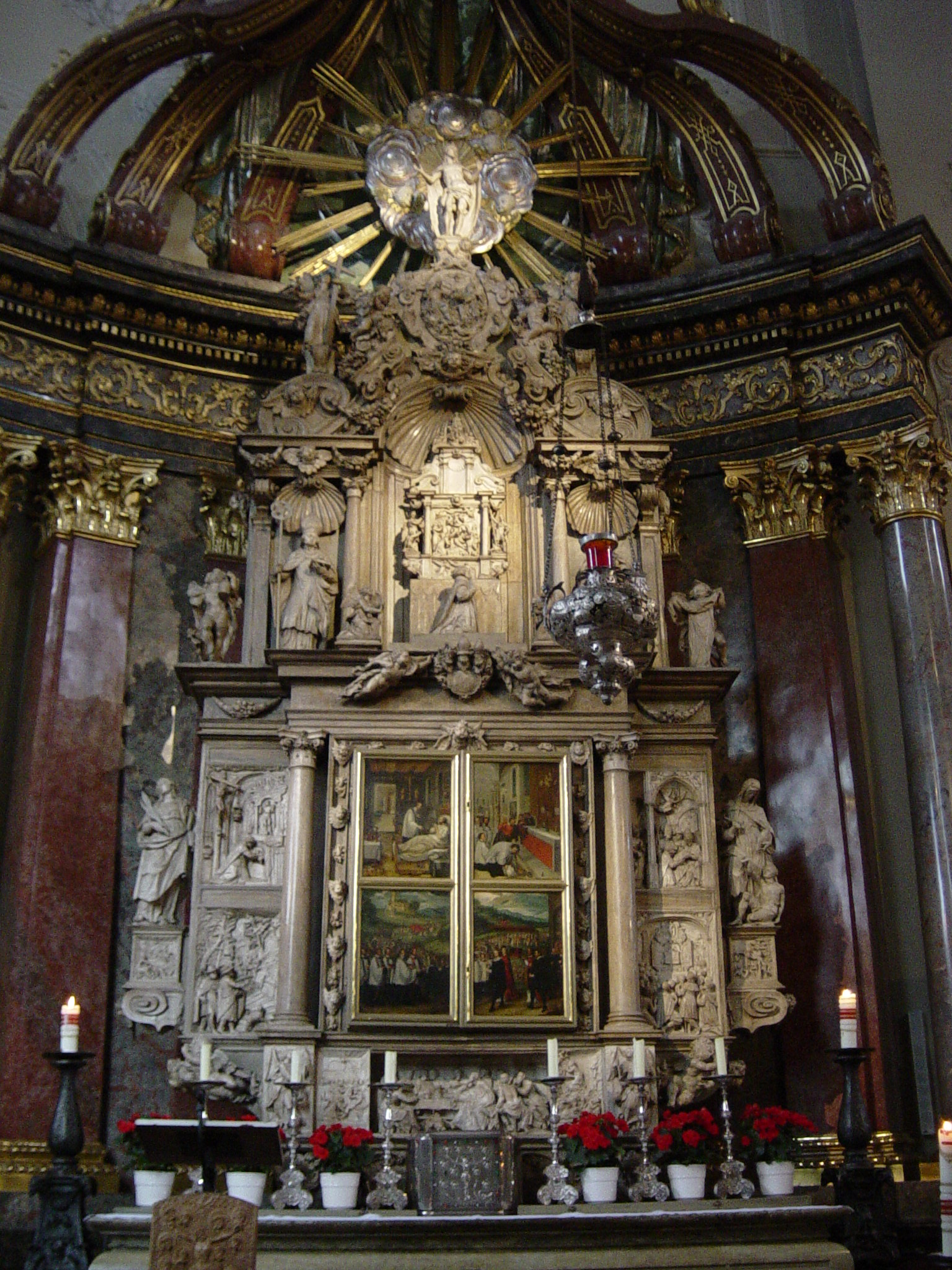
聖遺物が安置されている祭壇

1330年、ドイツ南西部のあるヴァルデュルンの司祭ハインリッヒ・オットーは、ミサを捧げていた時には誤って聖別された葡萄酒が入った聖杯をひっくり返してしまった。こぼれた葡萄酒は、聖体布に十字架につけられたイエス・キリストの姿を形成し、等しい11体のいばらの冠を被ったキリストの顔の像に囲まれていた。オットーは何が起こったのかをすぐには明らかにせず、数年間、祭壇の下に聖体布を隠していた。死の間際の時に、この奇跡の出来事を明らかにした。

## 遺物
聖遺物はヴァルデュルンの聖ゲオルク大聖堂に安置され、現在も多くの巡礼者が訪れ礼拝の対象となっている。
教皇エウゲニウス4世は、 1445年に奇跡を確認し、教会を訪れた巡礼者に贖宥状を与えた。実際の大聖堂は、1698年から1728年にかけて、マインツの大司教であるフランツ・ロタール・フォン・シェーンボルンによって建設された。1962年、教皇ヨハネ23世によって教会はマイナー・バシリカに昇格した。1938年以来、アウグスチノ会によって大聖堂は保護されている。